# 青岛病院新町分院
36°04′23″N 120°19′17″E / 36.07306°N 120.32139°E

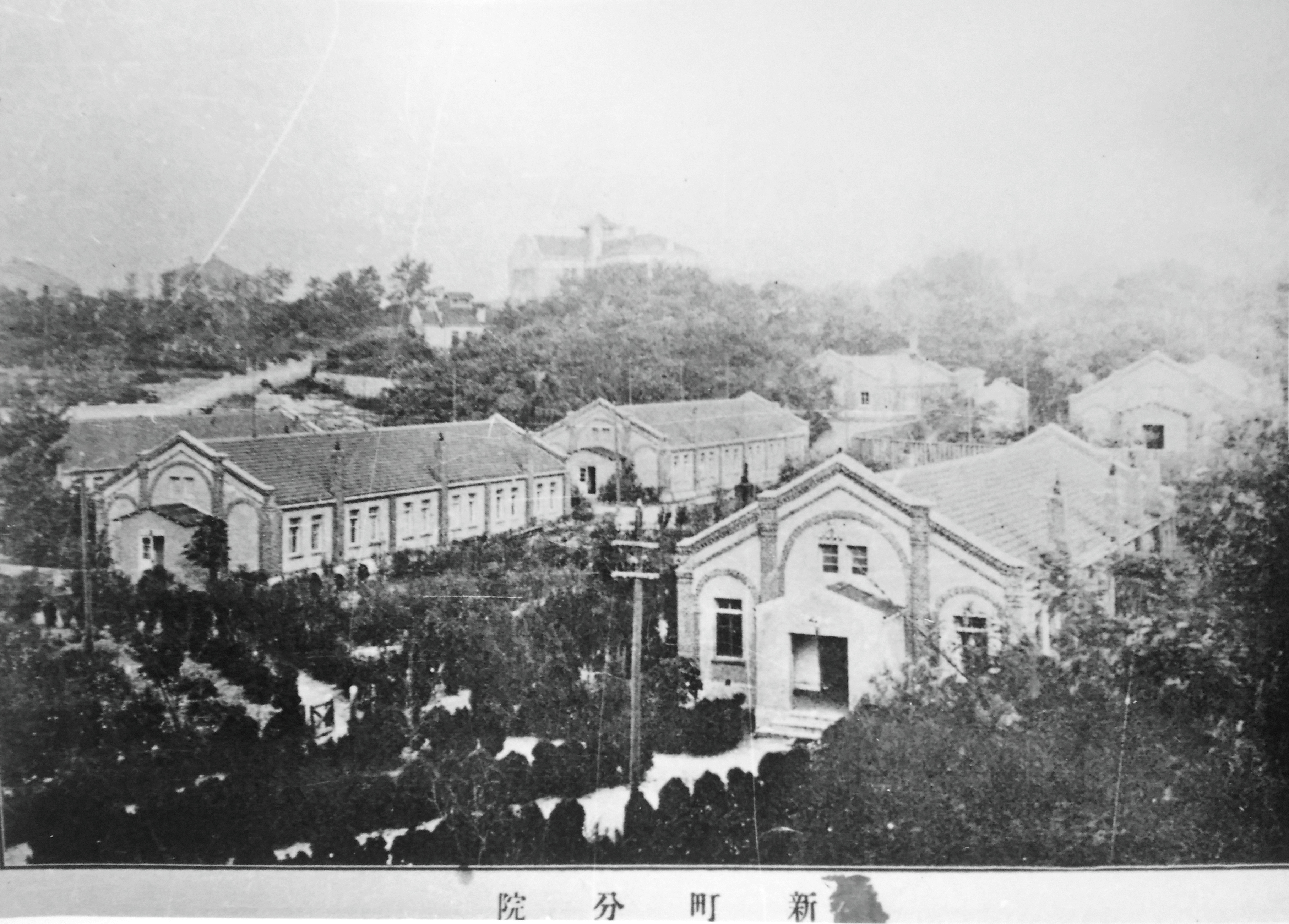
青岛病院新町分院旧影

青岛病院新町分院为青岛第一次日占时期（1914-1922）的一处医院，其院址位于今中国山东省青岛市市北区胶州路1号青岛市市立医院本部院区，最初为始建于1900年的“炮兵管理局”，即驻青岛德国海军的军火库，1916年由日本占领军当局改为青岛病院新町分院，1922年青岛回归后与普济医院合并为胶澳商埠普济医院，1931年改名青岛市市立医院。原炮兵管理局、新町分院建筑群曾为市立医院病房楼，1980年代至1990年代拆除。

## 历史

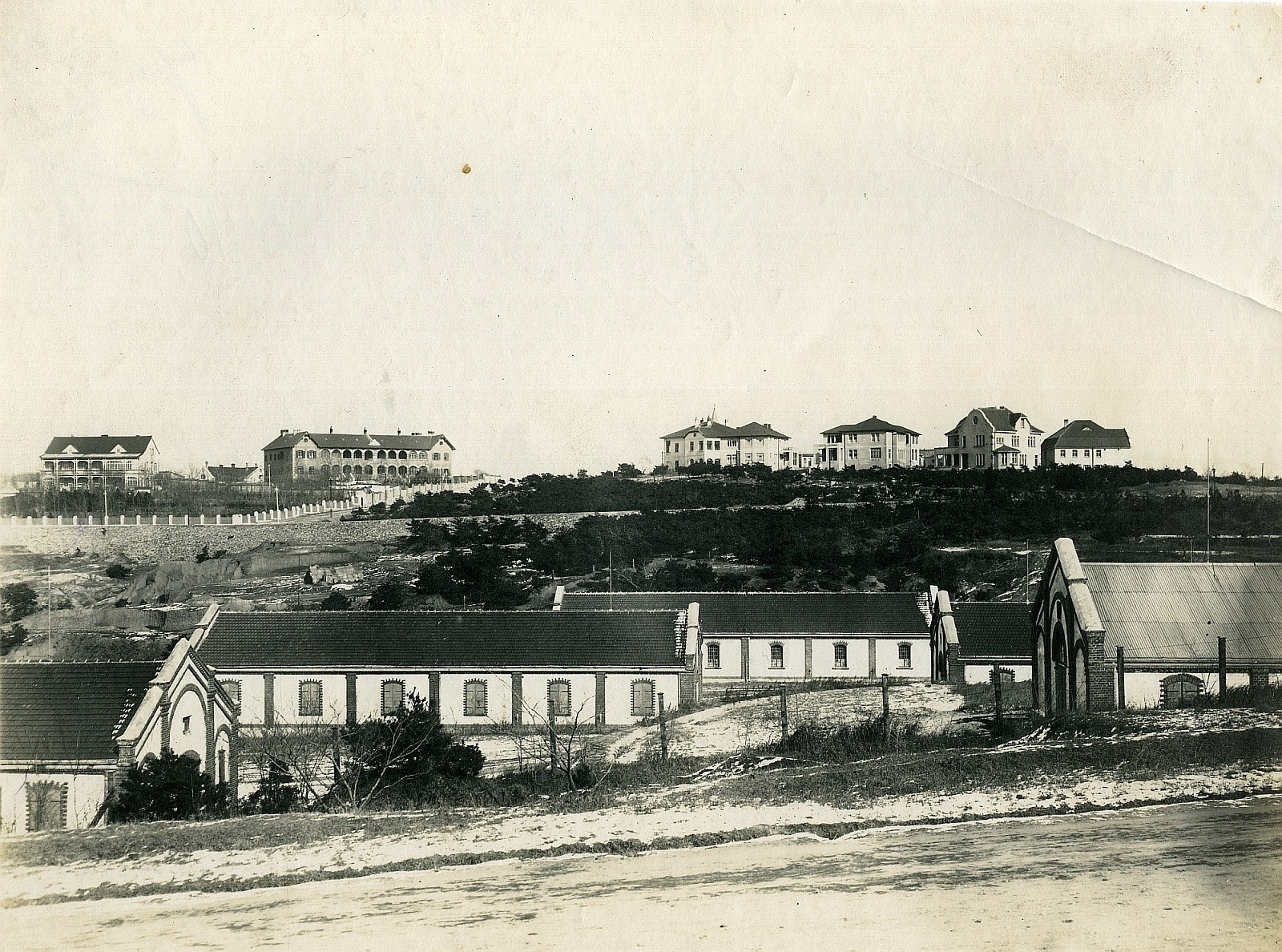
德军“补给局”近景，远处为魏玛传教会住宅、柏林传教会住宅、北美信义会住宅等建筑，1910年代

1892年清军章高元部驻防青岛后，在孟家沟（今大窑沟一带）以东、今观象山北麓建设军火库。1897年11月14日德国海军占领青岛时，德军鸬鹚号巡洋舰驶入胶州湾将清军军火库纳入舰炮射程内，并以小艇运送登陆部队控制此处。
德军占领后，在原清军弹药库附近的谷地内新建炮兵管理局（Artillerieverwaltung）建筑群，用于储存东亚分舰队的弹药。据《胶澳租借地发展备忘录》记载，A号库1900年6月动工兴建，为一处占地3000平方米、长30米、宽10米、可用高度3.70米的建筑物，另有与A号库相同的C、D、E号库，C、D、E号库与炮兵管理局办公居住大楼于1901年建成。1906年，炮兵管理局改名炮兵仓库（Artilleriedepot），同年迁至小鲍岛谷地（今大连路一带）的新址。位于观象山北的原址改为水雷库（Minendepot）。约1900年代末，水雷库迁至小港，此后观象山北的弹药库址一般称为“补给局”（Verpflegungsamt）。1914年日德青岛战役期间，该建筑群曾部分受损。
1916年12月（一说1916年3月开工改建，9月2日竣工开诊），日本陆军青岛守备军当局将青岛病院海泊町（今海泊路）诊疗所与叶樱町（今馆陶路）分病室合并为青岛病院新町分院，设于观象山北德军炮兵管理局旧址。该院最初主要收治妇女性病病人和中国平民病人，设病床155张，其中性病床位100张，普通床位55张，有医师2名、药剂师1名，均为日本人。1919年，普济医院在新町分院东侧建成。1921年3月，新町分院改为以收治中国病人为主。
1922年12月青岛回归后，北洋政府胶澳商埠督办公署接收新町分院和普济医院，合并为胶澳商埠普济医院。1925年军阀张宗昌主政山东，于当年5月将普济医院改为青岛市民卫生医院，又称山东陆军总医院，主要收治军阀混战期间的伤兵。同年10月，张宗昌部下祝祥本将该院改为山东卫队司令部军医处。1928年张宗昌败退、北洋政府垮台后，该院于7月恢复胶澳商埠普济医院旧称。1929年4月南京国民政府接收青岛后，该院于7月改称青岛特别市普济医院，1931年改称青岛市市立医院，名称使用至今。原炮兵管理局、青岛病院新町分院旧址建筑群此后长期为市立医院病房，约1940年代由一层接建为二层。
1937年全面抗战爆发后，市立医院人员撤退或遣散。1938年1月日军第二次占领青岛后，市立医院被日本海军占用，1939年3月在此创办青岛医科大学，1940年5月划归日本同仁会，改名同仁会青岛东亚医科学院，1943年7月改名青岛医学专门学校（俗称东亚医专）。1940年1月伪青岛特别市公署重新开设市立医院时仅使用普济医院旧址。1945年日本投降后，市立医院及东亚医专由国民政府接收，东亚医专于1946年迁出医院，由山东大学接收用于设立山东大学医学院，原由东亚医专占用的新町分院旧址复归市立医院使用。1983年至1986年市立医院新建病房大楼，1993年新建门诊楼，在此期间原炮兵管理局、青岛病院新町分院旧址建筑群陆续拆除。